# برندن پاتریکس
بـِرِندِن پاتریکس (انگلیسی: Brendan Patricks؛ زادهٔ ۳ دسامبر ۱۹۸۴) یک شعبده‌باز و بازیگر اهل انگلستان است.
او دانش‌آموختهٔ «دانشگاه هال» و «آکادمی موسیقی و هنرهای داراماتیک لندن» است.

## بخشی از فیلمشناسی
از فیلم‌ها یا برنامه‌های تلویزیونی که وی در آن نقش داشته‌است می‌توان به آثار زیر اشاره کرد.
- دکتر هو (۲۰۱۳)
- دانتون ابی (۲۰۱۰)
- گریمزبی (فیلم) (۲۰۱۵)
- دارک سولز ۳ (۲۰۱۶)
- غریبه (مجموعه تلویزیونی آمریکایی) (۲۰۱۶)